# فالس كريك

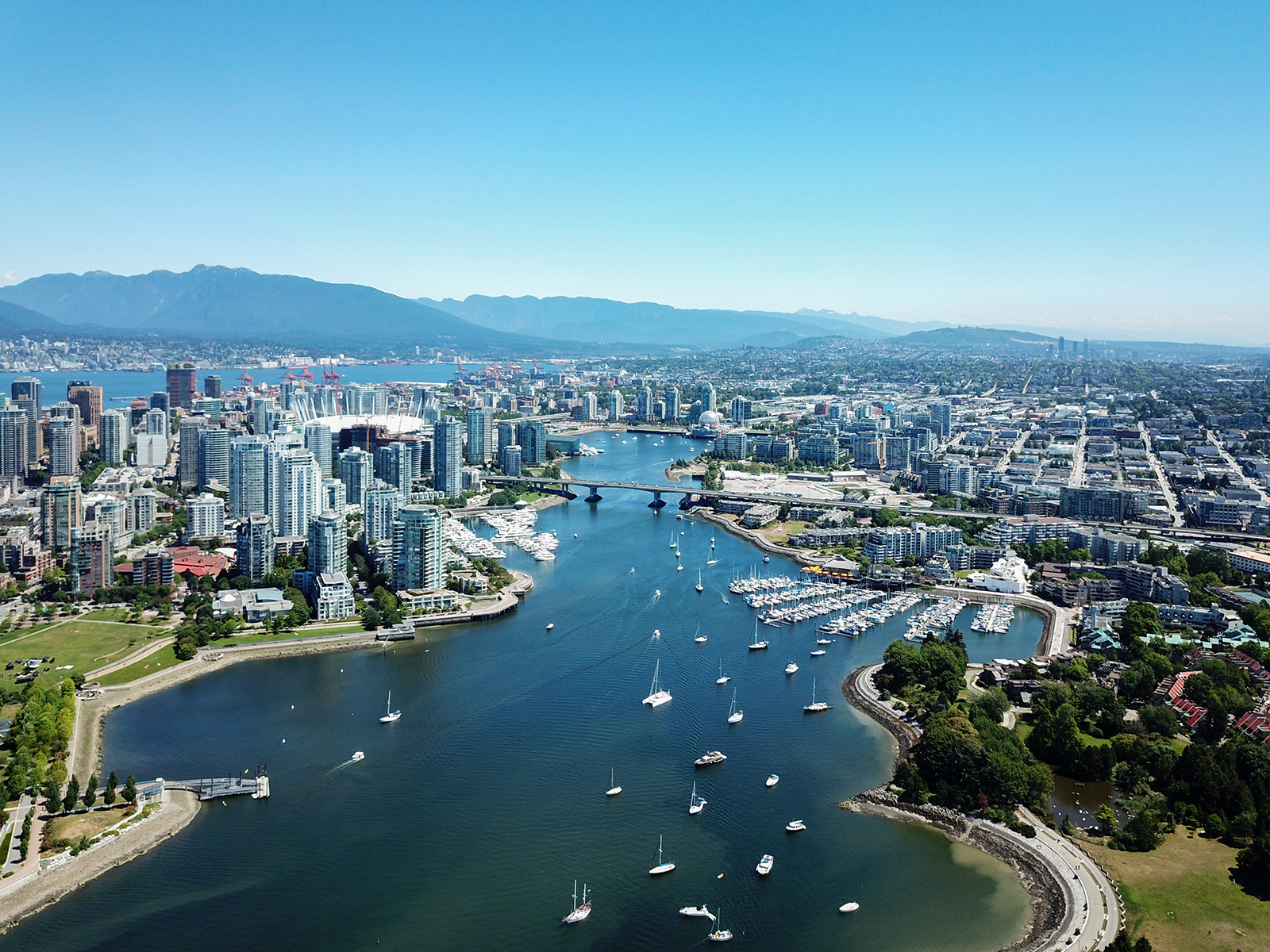
صورة جوية لفالس كريك

خليج فالس كريك  (بالإنجليزية: False Creek)‏ (بالعربية: جَوْن زائف) عبارة عن ذراع بحر قليلة العمق التي تدخل قلب المدينة الكندية فانكوفر، كولومبيا البريطانية، وهو ملحق لخليج بورارد. يبدأ الامتداد من خليج الإنجليز (بالإنجليزية: English Bay)‏ ويفصل وسط المدينة من بقية فانكوفر. ثلاثة جسور تعبر فالس كريك وهي: جسر بورارد، جسر جرانفيل وجسر شارع كامبي.
أعطاه اسمه جورج هنري ريتشاردز خلال الدراسة الهيدرولوجية التي أجراها بين عامي 1856 و 1863. أثناء سفره على طول الجانب الجنوبي من مَسْرَب بيرارد، اعتقد أنه كان يجتاز الجون. عند اكتشاف خطأه، أعطى المجرى المائي اسمه الحديث أي بمعنى العربي للإسم «الجون الكاذب».
في عام 1986، استضافت الشواطئ الشمالية والشرقية للخليج الموقع الرئيسي لمعرض اكسبو الدولي في فانكوفر حول النقل والاتصالات («المعرض 86»). الشواطئ الشمالية والجنوبية هي موضوع برنامج تجديد حضري رئيسي في عامي 2000 و 2010.

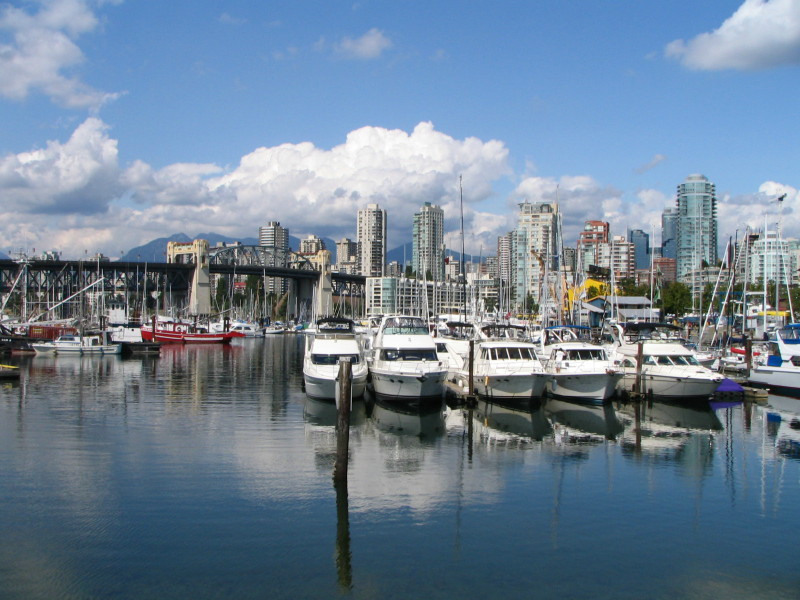
فالس كريك بين جسري شارع جرافيل و شارع بيرار

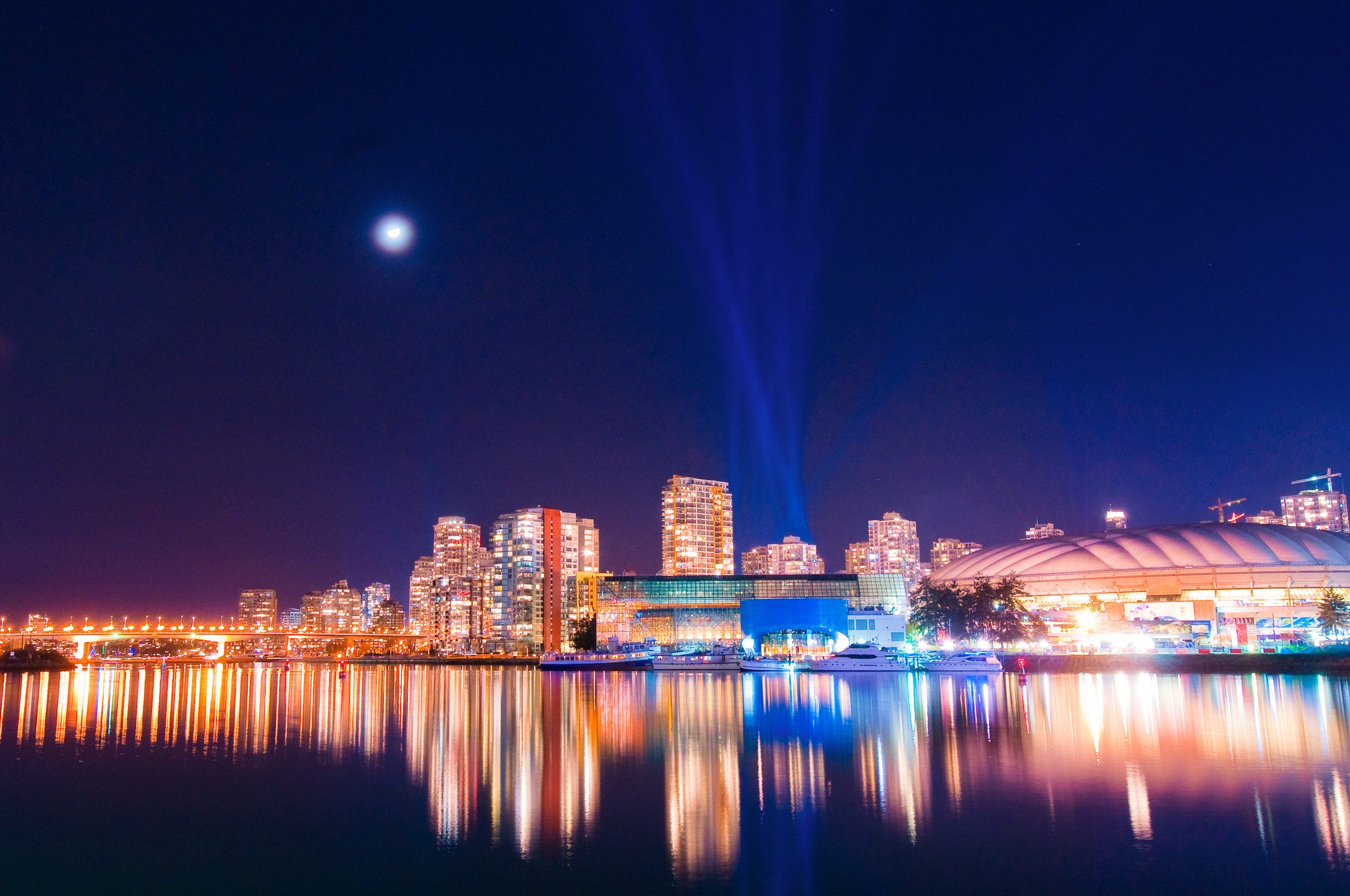
منظر لخليج فالس كريك، بما في ذلك ملعب بي سي بلايس.

## تاريخ

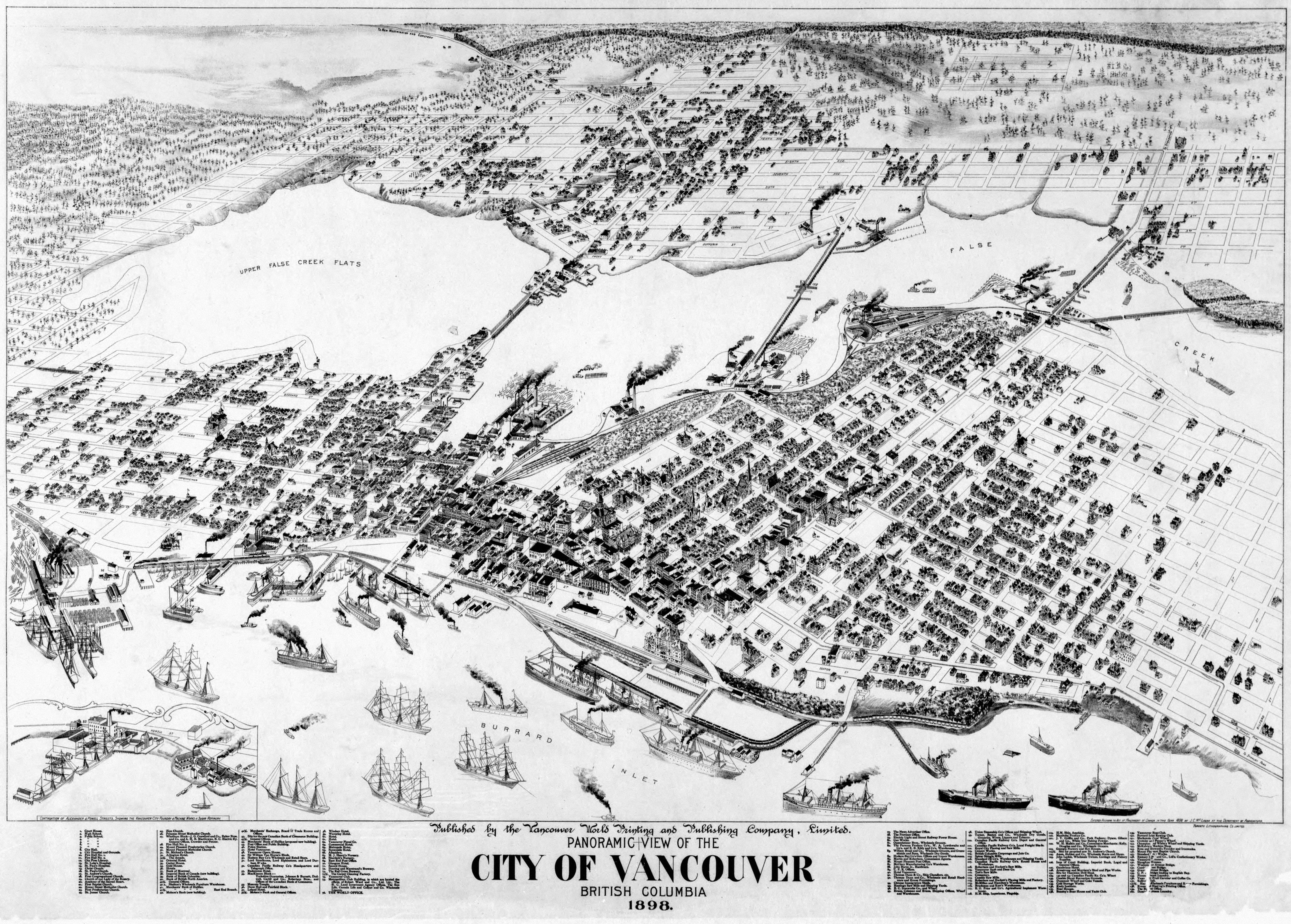
منظر علوي لفاكوفر في عام 1898. المنطقة العلوية اليسرى التي تحمل علامة ""مباني كريك فالس فال"" هي الجزء الشرقي من فالس كريك قبل استصلاح الأراضي

قبل وصول الأوروبيين، كان فالس كريك أكبر بخمس مرات مما هو عليه اليوم. في ذلك الوقت، كان الشاطئ الجنوبي للخليج موطنًا لهنود سكواميش في فصل الشتاء وشبكات صيدهم في الموقع الذي تشغله شبه جزيرة جرانفيل.
تم ملء جزء من فالس كريك وتهيئة الخط الساحلي من تنفيذ العديد من المتدخلين كشركة السكك الحديدية الكندية في المحيط الهادئ، والحكومة الفيدرالية، والسلطات المحلية والمستثمرون في هونج كونج بشكل خاص.